# Ross Geller
Pour les articles homonymes, voir Geller.
Dr. Ross Eustace Geller, dit Ross Geller, est un personnage de fiction interprété par David Schwimmer dans la série américaine, new yorkaise Friends.
Docteur en paléontologie, Ross est le frère aîné de Monica et son meilleur ami est Chandler Bing, son colocataire à l'université. 
Ross dit à Gunther dans un épisode qu'il est né en décembre mais plus tard il dira à Joey qu'il est né le 18 octobre.

## Son histoire et les relations avec les autres personnages
Ross est le fils aîné de Jack et Judy Geller. Parce que sa mère se croyait stérile avant sa naissance, Ross a été très choyé et est le chouchou de ses parents, qui délaissent leur second enfant, Monica. 
Il mène un parcours scolaire brillant pour devenir docteur en paléontologie. Amoureux sans retour pendant son adolescence de Rachel, il l'oublie peu à peu à la fac en s'éprenant de Carol qu'il épouse. Le mariage prend fin quand Carol lui révèle son homosexualité mais aussi qu'elle est enceinte de lui et veut élever l'enfant avec sa nouvelle compagne. 
Ainsi naîtra son fils, Ben. Malgré la séparation de Ross et Carol ainsi que l'homosexualité de cette dernière, tous les deux se partageront la garde de leur fils. Ross et lui sont très attachés. 
Ross retrouve Rachel et s'ensuit une dizaine d'années de liaisons et de ruptures. Pendant cette période, Ross s'éprend d'une anglaise, Emily Waltham, et ils se marient très rapidement ; malheureusement, une erreur phénoménale de Ross pendant la cérémonie (il prononce le nom de Rachel à l'autel au lieu de celui d'Emily) le mène très vite à son second divorce. Un an plus tard, il épouse Rachel sous l'emprise de l'alcool à Las Vegas et, ne pouvant faire annuler le mariage, se résigne à un troisième divorce. Il entretient une relation avec une de ses jeunes étudiantes, Elizabeth, puis avec Mona, liaison qui volera en éclats quand elle découvrira que Rachel, enceinte de Ross, vit chez lui. Il nouera une nouvelle relation suivie avec une ravissante collègue, Charlie, mais celle-ci le laissera tomber pour retourner avec son ex. Dans les derniers épisodes de la série, Ross comprend qu'il aime toujours Rachel et tente de la dissuader de partir s'installer à Paris.
Il avait adopté un singe capucin, nommé Marcel. Devenu trop agressif avec son entourage, il finit par le donner au zoo de San Diego. En voulant le revoir, Ross apprend que Marcel est devenu acteur et qu'il joue aux côtés de Jean-Claude Van Damme.
Son meilleur ami est son « roommate » de fac (colocataire) Chandler. Malgré des tensions avec sa sœur dues à son statut de chouchou de leurs parents, il s'entend bien avec Monica. Même s'il s'entend mieux avec Chandler qu'avec Joey, il le considère comme un de ses meilleurs amis. Il ne s'entend pas du tout avec la compagne de son ex-femme Carol et a souvent des problèmes avec ses voisins. Il habite au commencement de la série dans un appartement éloigné des autres "Friends", il habitera ensuite en colocation chez ses amis Joey et Chandler pour finalement emménager dans l'immeuble du "gros tout nu" juste en face de celui de Monica. Ross travaille dans une université réputée de New-York en tant que professeur de paléontologie et aura des relations amoureuses avec une de ses étudiantes (et un étudiant qui fera croire qu’il est amoureux de lui pour obtenir de bonnes notes aux prochains tests) ce qui laisse sous-entendre qu'il a assez de succès auprès des élèves de ses cours.

## Caractère
Ross est intelligent et cultivé, et en fait trop selon ses amis qu'il assomme avec ses connaissances et ses discours soporifiques sur les dinosaures. Il a la manie de corriger les erreurs grammaticales de son entourage, il emploie parfois un langage un peu soutenu et use d'un accent "mondain" lors de ses conférences à l'université.
Timide avec les filles, cela lui a valu bien des déboires qu'il ne mérite pas ; il cherche à nouer de préférence des relations sérieuses. 
Chouchou de ses parents, il en joue parfois au grand dam de Monica.
Il est le plus raisonnable de la bande (il est un père aimant et attentif), ce qui le fait passer parfois pour un moralisateur ou un type coincé. Il passe également pour une personne relativement pingre.
Pendant ses années de fac, il formait avec Chandler un duo ringard, basé sur les groupes de l'époque et leurs styles vestimentaires comme Wham! et faisait partie d'un groupe de musique dans lequel il joue du clavier.
Il est jaloux des petits amis de Rachel et s'humilie souvent en voulant les détourner d'elle.

## Ses amours
En dépit de sa timidité, Ross a eu pas mal de petites amies mais quiproquos, intrusions des amis, gaffes et autres impondérables vouent ses relations à l'échec.
- Carol : en dépit d'un amour sincère, le pauvre Ross voit son mariage s'effondrer au bout de 7 ans quand Carol lui apprend qu'elle est lesbienne. Celle-ci s'installe alors avec sa nouvelle compagne, Susan, avec laquelle elle élèvera son fils Ben. Les deux femmes se marieront plus tard.

- Julie : collègue et petite amie a priori parfaite, rencontrée lors d'un voyage professionnel en Chine, elle est plaquée par Ross quand il choisit de rester avec Rachel après l'échange d'un premier baiser passionné. Plus tard, elle semble connaître un véritable coup de foudre pour Russ, prothésiste dentaire, sorti quelque temps avec Rachel et sosie presque parfait de Ross.

- Bonnie : amie de Phoebe, plutôt loquace sur ses exploits sexuels, elle sort avec Ross avant que celui-ci ne rompe pour retourner avec Rachel. Cette rupture a lieu après que Rachel ait employé une ruse mesquine pour précipiter cet événement : elle pousse Bonnie à se raser la tête, lui précisant que cette "coupe" qu'elle arborait avant lui allait comme un gant ! Ce nouveau look a raison de sa liaison avec Ross.

- Emily : londonienne rencontrée à New-York, elle est la nièce du patron de Rachel, qui demande à cette dernière de passer la soirée avec elle pour voir un opéra (La Chauve-Souris). Rachel accepte, mais immédiatement après Joshua, un client dont elle refait la garde-robe et avec lequel elle aimerait beaucoup sortir, lui propose de l'accompagner à l'inauguration d'une boîte de nuit. Rachel insiste alors auprès de ses amis pour que l'un d'eux la remplace pour sa sortie avec Émilie, et c'est Ross qui accepte. Il tombe rapidement amoureux d'elle. Quelques semaines après le début de leur relation, il demande Emily en mariage car il ne supporte plus ses incessants va-et-vient entre New-York et son travail à Londres. Le mariage se déroule à Londres, mais Ross lui inflige une humiliation cuisante en prononçant le nom de Rachel dans ses vœux devant l'autel. Emily est profondément choquée, et ne donne plus aucune nouvelle à Ross. Celui-ci cherche par tous les moyens à reconquérir son épouse, et elle finit par lui proposer un ultimatum : elle revient s'il promet de ne plus jamais revoir Rachel. Ross accepte, la mort dans l'âme, mais revient vite sur sa décision, et son histoire se termine par un divorce.

- Janice : Ross entretient une liaison avec l'ex de Chandler, mais celle-ci ne durera pas, Janice décidant de rompre sous le prétexte que Ross n'arrête pas de se plaindre.

- Elizabeth Stevens : liaison plus ou moins secrète (Elizabeth est une étudiante de Ross), plombée par le père protecteur (interprété par Bruce Willis) et envahissant de la jeune fille.

- Mona : Ross la rencontre au mariage de Chandler et Monica, mais ils ne sortent ensemble qu'à compter de leur seconde rencontre, une nuit au Central Perk. Elle plaque Ross en découvrant que Rachel, enceinte de lui, vient de s'installer chez lui.

- Charlie Wheeler : professeur à l'université de Ross, elle sort d'abord avec Joey, puis entame une liaison avec Ross lors d'un colloque à la Barbade, mais le plaquera sans remords pour retourner avec son ex, Benjamin, un scientifique ayant eu 2 prix Nobel.

## Sa relation avec Rachel
- Ross est depuis l'école secondaire amoureux de Rachel. Quand, ils se revoient après des années de séparations dans le premier épisode de la série, Ross ouvre malencontreusement un parapluie dans le Central Perk devant elle, cela est un présage de malheur, et qui se vérifie tout au long de la série. Lorsqu'elle rejoint la bande d'amis à New-York, il n'est toujours pas prêt à le lui avouer. À la fin de la saison 1, Ross part en Chine mais laisse un cadeau à Rachel pour son anniversaire ; Chandler gaffe et avoue que Ross fait toujours de beaux cadeaux aux femmes qu’il aime (il avait offert à la fac un canard en cristal à Carol)… Rachel se rend compte qu'il l'aime depuis longtemps, puis après mûre réflexion se dit qu'une relation est possible entre eux.
- Cependant, dans le début de la saison 2, Ross a rencontré Julie en Chine et en est amoureux, tandis que Rachel est de plus en plus jalouse. Un soir, totalement ivre, Rachel laisse un message sur le répondeur de Ross, lui avouant implicitement ses sentiments. Ross est abasourdi : il la retrouve au Central Perk, et elle lui avoue cette fois explicitement son amour, et Ross, agacé, quitte le café. Il revient alors sur ses pas, se rendant compte qu'il l'aime aussi, et ils s'embrassent sur le désormais mythique titre de U2 : With or without you. Alors qu'il doit choisir entre Rachel et Julie, qu'il semble aimer toutes les deux, il dresse une liste de leurs défauts et qualités respectives. Rachel la trouve et s'en vexe, « rompant » avec lui ; il se retrouve donc seul, puisqu'ayant quitté Julie pour la femme de sa vie. Lorsque les amis regardent une vidéo du bal de promo du lycée de Rachel, Monica et Ross, Rachel se rend compte qu'il l'a toujours aimée et l'embrasse. Ils commencent alors une vraie relation, se disant pour la première fois "Je t'aime" d'une façon comique dans l'épisode 20 de la saison 2.
- Dans la saison 3, Rachel travaille avec Mark, dont Ross est jaloux. Cette jalousie devient maladive : il n'a pas confiance en elle, et Rachel lui demande de "faire un break". Le soir du "break", Ross flirte avec une employée dans un magasin de photocopies, Chloé, et couche finalement avec elle, alors que Rachel voulait se réconcilier avec lui. En l'apprenant, elle rompt totalement avec lui, jusqu'à ne plus lui parler ni même le considérer comme un ami. Au fur et à mesure, ils redeviennent amis, voire plus. À la fin de la saison 3, elle flirte avec lui et l'embrasse. Ross est alors avec Bonnie, qu'il quitte pour Rachel.
- Au début de la saison 4, Rachel ne souhaite pas que Ross refasse la même erreur et lui écrit donc une lettre de dix-huit pages recto-verso dans laquelle elle lui demande d'admettre toutes les erreurs du couple. Ross s'endort en la lisant, et accepte l'objet de la lettre, tout en ne sachant pas ce qu'elle contient. Ross lui avoue finalement ne pas l'avoir lu, Rachel est humiliée et rompt une nouvelle fois avec lui. Ross lui dit cette phrase devenue culte : « We were on a break ! » (« Nous faisions une pause ! ») pour justifier le fait qu'il l'ait trompée. Ross passe alors à autre chose, en commençant une relation avec Emily, qu'il demande en mariage. Elle accepte, et lors du mariage (que Rachel avait l'intention d'annuler) il commet un lapsus, prononçant le prénom de Rachel au lieu de celui d'Emily lors des vœux. À l'aéroport, alors que Ross attend Emily pour leur lune de miel, il propose finalement à Rachel de l'accompagner ; arrivant sur cette entrefaite, Emily s'enfuit de nouveau. C'est ainsi que Rachel se retrouve seule en Grèce.
- C'est dans la saison 5 que Rachel lui avoue qu'elle l'aime toujours, mais elle se rend compte que ce constat est stupide. À la fin de la saison, lors d'un voyage à Las Vegas, ils se saoulent pour s'amuser. Seulement, le lendemain matin, ils se rendent compte qu'ils se sont mariés ! Ross ne veut pas annuler le mariage, regrettant un troisième divorce alors que Rachel le souhaite. Phoebe avance l'idée qu'il ne veut pas d'annulation car il l'aime encore, il le nie, mais propose à Rachel de s'installer chez lui. Elle apprend finalement fortuitement le mensonge de Ross, et ils divorcent. S'ensuivent différentes rencontres pour les deux personnages, qui se rendent mutuellement jaloux.
- L'idylle entre Ross et Rachel semble bel et bien terminée dans la saison 7, mais dès la saison 8, on apprend que Rachel est enceinte… de Ross ! Ils avouent tous deux que c'était un accident, et se chamaillent pour savoir qui a fait des avances à l'autre. Ross avoue avoir filmé accidentellement leurs ébats, que les amis regardent ensemble. On découvre alors que c'est Rachel qui a fait des avances à Ross. Malheureusement, ils ne se remettront pas ensemble lors de la grossesse de celle-ci, mais Ross sera toujours là pour Rachel. On apprend dans la saison 8 qu'il avait pour projet de l'épouser pour la soutenir dans l'éducation de l'enfant, et non par amour.
- C'est dans la saison 10 que leur relation prendra le dernier tournant. Rachel souhaite partir à Paris pour son travail, Ross est alors dévasté lorsqu'elle fait ses adieux individuels à chaque membre du groupe sauf à lui. Il va la voir, furieux et triste qu'elle ne prenne pas la peine de lui dire adieu. Elle lui avoue que ça aurait été trop dur pour elle de lui dire au revoir, bien plus qu'à tous les autres ; ils s'embrassent alors et passent la nuit ensemble. Ross est heureux, et se dit qu'elle va refuser de partir maintenant qu'ils sont de nouveau ensemble. Mais ce n'est pas dans les projets de Rachel qui compte toujours partir en Europe. Il souhaite lui dire qu'il l'aime encore, mais n'y arrive pas. Au dernier moment, il se rend compte qu'il ne peut pas vivre sans elle et, avec l'aide de Phoebe, la suit jusqu'à l'aéroport. Mais, se trompant d'aéroport, ils arrivent trop tard, Rachel ayant déjà embarqué. Phoebe l'appelle alors, lui disant de sortir de l'avion pour une raison loufoque ("Cet avion n'a pas de phalange") qui cause une réelle évacuation des passagers. Cette fois arrivé à temps, Ross lui avoue qu'il l'aime, mais Rachel lui dit qu'elle doit partir, que c'est trop tard. Il rentre chez lui, anéanti, mais reçoit un message de Rachel lui avouant qu'elle l'aime et qu'elle veut sortir de l'avion, mais son téléphone a coupé avant qu'il sache si elle a pu en sortir. Elle frappe à sa porte, et ils se retrouvent passionnément, se disant qu'ils s'aiment et qu'ils ne se sépareront plus jamais.
- Suite : Dans le spin-off de la série, Joey, ce dernier dit que tous ses amis sont mariés. On en déduit donc que Ross et Rachel ont certainement fini par se remarier.

## Carrière
Le parcours professionnel de Ross est quasiment sans faute. Passionné de dinosaures, il en a fait sa profession et devient paléontologue. Il travaille d'abord dans un musée, puis est mis de force en congé sabbatique après s'être énervé pour une histoire de sandwich volé. Il devient finalement enseignant-chercheur à l'Université de New-York.